# Diocese de Bragança do Pará
A Diocese de Bragança do Pará (Dioecesis Brigantiensis de Para) é uma circunscrição eclesiástica da Igreja Católica no Brasil, pertencente à Província Eclesiástica de Belém do Pará e ao Conselho Episcopal Regional Norte II da Conferência Nacional dos Bispos do Brasil, sendo sufragânea da Arquidiocese de Belém do Pará. A sé episcopal está na Catedral de Nossa Senhora do Rosário, na cidade de Bragança, no estado do Pará.

## Histórico
A Prelazia do Gurupi (Territorialis Praelatura Gurupensis) foi erigida a 14 de abril de 1928 pela bula Romanus Pontifex do Papa Pio XI, com território desmembrado da Arquidiocese de Belém do Pará.
A 3 de fevereiro de 1934, por decreto da Sagrada Congregação Consistorial, passou a denominar-se Prelazia do Guamá (Territorialis Praelatura Guamensis).
Foi confiada pela Santa Sé aos cuidados dos Barnabitas.
A 16 de outubro de 1979, pela bula Cum Praelatura Guamensis do Papa João Paulo II, foi elevada a diocese, com o nome de Diocese do Guamá (Dioecesis Guamensis).
A 13 de outubro de 1981, por decreto da Sagrada Congregação para os Bispos, passou a denominar-se Diocese de Bragança do Pará.

## Demografia
Em 2004, a Diocese contava com uma população aproximada de 597.249 habitantes, com 92,2% de católicos. Hoje, 2014, conta com mais de 800 mil habitantes.
O território da diocese é de 68.316 km², organizado em 28 paróquias. A diocese abrange os seguintes municípios: Rondon do Pará, Dom Eliseu, Ulianópolis, Paragominas, Ipixuna do Pará, Aurora do Pará, Mãe do Rio, Irituia, São Miguel do Guamá, Nova Esperança do Piriá, Garrafão do Norte, Capitão Poço, Ourém, Bonito, Cachoeira do Piriá, Santa Luzia do Pará, Tracuateua, Bragança, Augusto Corrêa e Viseu.

## Bispos
|                    | Nome                                   | Período       | Notas         |
| Bispo Prelado      | Bispo Prelado                          | Bispo Prelado | Bispo Prelado |
| ------------------ | -------------------------------------- | ------------- | ------------- |
| 1º                 | Eliseu Maria Coroli, B                 | 1940 - 1977   |               |
| Bispos diocesanos  |                                        |               |               |
| 1º                 | Miguel Maria Giambelli, B              | 1980 - 1996   |               |
| 2º                 | Luís Ferrando                          | 1996 - 2016   | Bispo emérito |
| 3º                 | Jesús María Cizaurre Berdonces, O.A.R. | 2016-2024     | Bispo emérito |
| 4°                 | Raimundo Possidônio Carrera da Mata    | 2024 -        | Atual         |
| Bispos coadjutores |                                        |               |               |
|                    | Raimundo Possidônio Carrera da Mata    | 2022 - 2024   |               |

## Vigário-geral
Pe. Gerenaldo Messias Bezerra de Carvalho, foi nomeado por Dom Luís Ferrando, em 23 de janeiro de 1997 - e continua.
O atual vigário-geral da Diocese é o Pe. Elias. 

## Paróquias
Augusto Corrêa - Paróquia de São Miguel Arcanjo - Fundada em 1982.
Aurora do Pará - Paróquia de São Raimundo Nonato - Fundada em 2005.
Bonito (Pará) - Paróquia de São Pedro Apóstolo - Fundada em 2005.
Bragança (Pará) - Paróquia Nossa Senhora do Rosário - Catedral - Fundada em 1786. Paróquia Santuário Nossa Senhora do Perpétuo Socorro - Fundada em 1977. Paróquia Sagrado Coração de Jesus - Fundada em 1977. Paróquia São João Batista - Fundada em 2018.
Cachoeira do Piriá - Paróquia Sagrado Coração de Jesus - Fundada em 2005.
Capitão Poço - Paróquia Santuário Santo Antonio Maria Zaccária - Fundada em 1982.
Dom Eliseu - Paróquia Nossa Senhora Aparecida - Fundada em 1993. Paróquia Nosso Senhora do Perpetuo Socorro - Fundada em 2010.
Garrafão do Norte - Paróquia de São Francisco de Assis - Fundada em 1993.
Ipixuna do Pará - Paróquia de Nossa Senhora do Perpetuo Socorro - Fundada em 2005.
Irituia - Paróquia de Nossa Senhora da Piedade - Fundada em 1757.
Mãe do Rio - Paróquia de São Francisco de Assis - Fundada em 1993.
Nova Esperança do Piriá - Paróquia de Nossa Senhora da Divina Providencia - Fundada em 2005.
Ourém (Pará) - Paróquia de Nossa Senhora da Conceição - Fundada em 1930.
Paragominas - Paróquia do Sagrado Coração de Jesus - Fundada em 1962. Paróquia São José - Fundada em 2010. Paróquia de Santa Terezinha - Fundada em 2012.
Rondon do Pará - Paróquia de Nossa Senhora Aparecida - Fundada em 1993.
Santa Luzia do Pará - Paróquia de Santa Luzia - Fundada em 1970.
São Miguel do Guamá - Paróquia de São Miguel Arcanjo - Fundada em 1935. Paróquia Cristo Crucificado - Fundada em 2012.
Tracuateua - Paróquia de São Sebastião - Fundada em 1977.
Ulianópolis - Paróquia do Sagrado Coração de Jesus - Fundada em 2005.
Viseu (Pará) - Paróquia de Nossa Senhora de Nazaré - Fundada em 1908. Paróquia São Francisco de Assis - Fundada em 2010. Paróquia Nossa Senhora do Rosário - Fundada em 2012.

## Padres nomeados bispos
Dom Pedro José Conti.
Dom Luís Ferrando.
Dom Carlos Verzeletti.
Dom Antônio de Assis Ribeiro.
Dom Manoel de Oliveira Soares Filho.